# Erfgenaam
Erfgenaam is een begrip dat in het erfrecht wordt gebruikt als aanduiding voor de (rechts)persoon die na overlijden de nalatenschap van overledene, of een deel daarvan, in handen krijgt. Dat kunnen een of meer personen of organisaties zijn. De manier waarop de nalatenschap van overledenen op erfgenamen overgaat, en wie de nalatenschap kan en mag verdelen, verschilt van land tot land en door de tijd. In landen als België, Nederland, Luxemburg, Frankrijk, Duitsland en Spanje gaat de erfenis bij overlijden van rechtswege over op de erfgenaam of erfgenamen gezamenlijk. In landen met een common law systeem, zoals Engeland, Canada en de Verenigde Staten, kan de erfenis eerst in handen komen van een executor, voordat deze overgaat op de erfgenamen.   
Van het begrip erfgenaam moet het begrip nabestaande worden onderscheiden, daarmee wordt een niet duidelijk afgebakende groep mensen bedoeld die een betrekkelijk nauwe band met de overledene hebben, ofwel op basis van huwelijk, samenwonen of verwantschap, maar ook door vriendschap of omdat ze in de buurt wonen.

## Situatie in Nederland
In Nederland is het erfrecht geregeld in Boek 4 van het Burgerlijk Wetboek. Hoofdregel is dat alleen iemand die door de wet of in een testament als erfgenaam is aangewezen, bij overlijden de erfenis ontvangt. Het doet er niet toe of iemand nabestaande is, het gaat er om of iemand in juridisch opzicht officieel erfgenaam is. Wanneer iemand officieel erfgenaam is, vindt de overdracht van de erfenis direkt bij overlijden plaats, van rechtswege, er is geen enkele formaliteit voor nodig, ook niet een gang naar de notaris, gemeente of rechter. Dat is geregeld in artikel 4:184 BW en wordt de saisine-regel genoemd. Wel kan de erfenis worden verworpen of worden aanvaard onder het voorrecht van boedelbeschrijving (beneficiaire aanvaarding), die beslissing heeft terugwerkende kracht en daaraan zijn wel formaliteiten verbonden. Wil een erfgenaam zuiver aanvaarden, kan dat vormvrij, door het verrichten van handelingen als erfgenaam.
Of iemand officieel erfgenaam is, en een (deel van de) erfenis krijgt, hangt er in de eerste plaats van af of de overledene een testament heeft gemaakt of niet. Of er een testament is gemaakt, en bij welke notaris dat wordt bewaard, kan door personen die denken dat ze erfgenaam zijn, worden opgevraagd bij het Centraal Testamentenregister. Blijkt daaruit dat er een testament is, kan bij de notaris die het testament in bewaring heeft genomen, of bij elke andere notaris in Nederland, worden nagevraagd of men daarin als erfgenaam is genoemd. Een testament is geheim maar een notaris heeft het recht, onder geheimhouding, een testament in te zien en een afschrift aan anderen te verstrekken nadat is vastgesteld dat de betreffende persoon als erfgenaam (of andere belanghebbende) is benoemd. Daarvoor moet men zich tegenover de notaris identificeren. Is iemand in het testament aangewezen als erfgenaam, bestaat recht op een afschrift van het hele testament.
Het officiele woord voor testament is sinds 2003 uiterste wil. Van de regels voor erfopvolging volgens de wet kan alleen worden afgeweken bij een uiterste wil, deze kan alleen worden gemaakt bij notariële akte of onderhandse akte die aan een notaris in bewaring is gegeven (artikel 4:94 BW), anders is deze niet geldig. Deze aktes worden testament genoemd, zowel door de notaris en advocaat als in het gewone taalgebruik, maar dat is dus niet de officiële wettelijke aanduiding. Het is in Nederland niet mogelijk om op een andere manier als erfgenaam te worden aangewezen dan in de wet of in een uiterste wil. Dat kan daarom niet bij een onderhandse akte die thuis wordt bewaard, het kan niet bij concept-testament dat nog niet is ondertekend door de erflater en de notaris, niet in een codicil of in een levenstestament.

### Geen testament
Is er geen testament, of zijn in het testament geen erfgenamen aangewezen, bepaalt de wet erfrecht wie erfgenaam is. Daarbij speelt een rol of de overledene officieel was getrouwd of een geregistreerd partner had die nog leven bij overlijden, of er kinderen zijn en vervolgens welke officiële familiaire band iemand met de overledene had. Samenwoners tellen voor de wet bijvoorbeeld niet mee als erfgenaam, evenmin de nabestaanden.
De wet heeft erfgenamen in opeenvolgende groepen van rangorde verdeeld, bezien vanuit de overledene. Is er niemand in de eerste groep, of verwerpt iedereen de erfenis, wordt gekeken naar de volgende groep, en zo verder:
1. echtgenoot/geregistreerd partner en eigen kinderen. Als er eigen kinderen zijn maar deze niet meer leven, dan komen hun kinderen in de plaats. Wordt zowel een partner uit huwelijk of registratie nagelaten en zijn er eigen kinderen, krijgt de echtgeno(o)t(e) of geregistreerd partner de hele erfenis, de kinderen erven niets, ze krijgen slechts een vordering op de langslevende partner. Zie: wettelijke verdeling.
2. ouders, broers en zussen. Als er broers of zussen zijn maar deze niet meer leven, dan erven de kinderen van de broers of zussen in hun plaats.
3. grootouders.
4. overgrootouders.

Wordt de erfenis door iedereen verworpen, of is er in geen van de groepen iemand te vinden, vervalt de erfenis aan de staat. Deze is gedurende een bepaalde periode nog wel opeisbaar, bijvoorbeeld voor iemand die niet wist dat ze erfgenaam was en daar later achterkomt, of iemand die niet wist dat de betreffende persoon was overleden. Zie: onbeheerde nalatenschap.

### Testament
Is er een testament, is het meestal zo dat daarin erfgenamen worden aangewezen. Deze kunnen hetzelfde zijn als in de wet genoemd, maar het kunnen ook anderen zijn. Op enkele kleine uitzonderingen na kan een testamentmaker tot erfgenaam benoemen wie hij of zij wil, dus ook goede vrienden, een verre neef of een goed doel.

### Wat krijgt een erfgenaam
Het is een misverstand dat in een testament ook bepaald kan worden wat een erfgenaam precies krijgt, dat is in het Nederlands erfrecht dat sinds 2003 geldt niet mogelijk, althans niet rechtsgeldig. De erfenis gaat op grond van de hoofdregel uit het Nederlands erfrecht bij overlijden van rechtswege, dat betekent zonder dat er formaliteiten moeten worden verricht, in zijn geheel over op de wettelijke of testamentair erfgenaam of erfgenamen. Zijn er twee of meer erfgenamen is sprake van een erfgemeenschap die door de erfgenamen, de deelgenoten, gezamenlijk beheerd, afgewikkeld en verdeeld moet worden.
Wel kan bij testament een legaat worden verstrekt, een bepaalde geldsom (niet noodzakelijk een specifiek bedrag, het kan bijvoorbeeld ook een specifiek percentage van de waarde van de nalatenschap zijn) of een goed, maar een legataris is geen erfgenaam en het legaat moet door de legataris worden ingevorderd bij de erfgenamen. Ook kan een erfgenaam een last worden opgelegd. De uitvoer daarvan ligt in handen van de betreffende erfgenaam. Als sanctie op het niet uitvoeren van een last kunnen andere erfgenamen bij de rechter om een vervallenverklaring van het erfdeel van de betreffende erfgenaam vragen.
Een nalatenschap bevat alle bezittingen, rechten en schulden en kan dus negatief zijn. Ook kan een nalatenschap die vóór overlijden positief was, door bepalingen in een testament bij overlijden negatief worden, bijvoorbeeld omdat de erfgenamen legaten moeten uitkeren.

### Bevoegdheden en verplichtingen erfgenaam
Erfgenamen handelen op grond van de saisineregel na overlijden onder eigen naam, als rechtsopvolger van overledene. Iedere erfgenaam afzonderlijk heeft de bevoegdheid en de verplichting het beheer over, en het normale onderhoud van de goederen uit de nalatenschap uit te (laten) voeren en handelingen te (laten) verrichten die geen uitstel kunnen leiden (art. 4:170 BW). Voor de rest kan alleen gezamenlijk, in unanimiteit, worden beslist. Erfgenamen mogen daarom na overlijden vorderingen van overledene innen, abonnementen opzeggen, socialemedia-accounts opheffen of verleende opdrachten beëindigen. Aan de andere kant moeten ze aan de doorlopende verplichtingen voldoen, als betaling van huur of hypotheeklasten. Een wederpartij mag en moet vaak wel om bewijs vragen van iemand die zegt erfgenaam te zijn en op basis daarvan aangeeft iets te mogen doen. Dat kan het bewijs van overlijden van de gemeente zijn, bij kleine financiële belangen, of een verklaring van erfrecht van de notaris.
Voordat men zich als erfgenaam gaat gedragen, moet duidelijk zijn of men naast de rechten ook alle verplichtingen als erfgenaam op zich wil nemen. Het is voor iedere erfgenaam namelijk mogelijk een erfenis te verwerpen, eventueel met een beroep op de legitieme portie. Ook kan worden aanvaard onder het voorrecht van boedelbeschrijving (beneficiair aanvaarden), men hoeft dan niet vanuit het eigen vermogen schulden bij te passen als er niet genoeg in de nalatenschap zit. De keus heeft terugwerkende kracht tot moment van overlijden en er gelden bepaalde regels. Gedraagt men zich ondubbelzinnig en zonder voorbehoud als erfgenaam, door het verrichten van rechtshandelingen die alleen een erfgenaam mag en kan verrichten, kunnen anderen, dat zijn meestal schuldeisers, daaruit afleiden dat sprake is van zuivere aanvaarding, wat niet kan worden teruggedraaid, zo bepaalt artikel 4:192 lid 1 BW. Tenzij onverwacht schulden boven water komen waarvan men het bestaan niet kon kennen (art. 4:194 lid 2 BW).

### Testamentair executeur en bewindvoerder
Een testamentair executeur of bewindvoerder is geen erfgenaam en heeft dus ook niet de rechten die verbonden zijn aan het erfgenaamschap. De wet erfrecht biedt ook geen ruimte om rechten van de erfgenamen op een executeur of bewindvoerder over te dragen, in erfrechtelijke terminologie: de wet kent geen uiterste wilsbeschikking die dat mogelijk maakt. Er kan bij testament dus niet rechtsgeldig geregeld worden dat de nalatenschap bij overlijden in eigendom op een executeur of bewindvoerder overgaat, de eigendom gaat uitsluitend over op de erfgenamen. Een erfgenaam kan wel als executeur of bewindvoerder worden benoemd, maar kan de rechten als erfgenaam alleen gezamenlijk en in unanimiteit met de andere erfgenamen uitoefenen, met uitzondering van het recht van beheer van de nalatenschap en de voldoening van direkt opeisbare schulden, als dat in het testament uitdrukkelijk wordt genoemd.

### Legitimaris
Een kind dat volgens het wettelijk erfrecht erfgenaam is, maar in een testament niet als erfgenaam is benoemd, heeft recht op een minimumdeel van de erfenis, de legitieme portie. De persoon wordt legitimaris genoemd. Tot 2003 werd deze persoon ook als erfgenaam gezien, met invoer van de nieuwe wet erfrecht niet meer. Het recht van de legitimaris bestaat uit een geldvordering op de erfgenamen. 

## Gebruikte literatuur, wetgeving
- Boek 4 Burgerlijk Wetboek officiële wettekst
- Handboek Erfrecht en Schenking, Asser-Meijers-Van der Ploeg, bewerking Prof. dr. Steven Perrick, 17e druk, Wolters-Kluwer, Deventer, 2022